# Muziekanalyse
Muziekanalyse ofwel muzikale analyse is gericht op het blootleggen en bestuderen van de structuur en opbouw van muziek, muziekstijlen of muziekwerken. De muziekanalyse maakte een grote bloei door vanaf ongeveer 1750 tot heden, maar wordt al sinds de middeleeuwen gepraktiseerd. Tegenwoordig is muziekanalyse een verplicht vak voor alle studenten aan conservatoria.

## Inleiding
Omdat muziek zoals vele kunstvormen gebaseerd is op ordening, namelijk in geval van muziek op ordening van geluiden is het logisch te veronderstellen dat een willekeurige opeenvolging van klanken geen samenhangend muziekwerk oplevert. De ordening wordt enerzijds door de componist aangebracht, in de vorm, harmonie, melodiek, dynamiek, instrumentatie etc., anderzijds ligt doorgaans een groot deel van de muzikale ordening besloten in het toonmateriaal of toonstelsel dat de componist gebruikt. Ook de luisteraar ordent in zijn beleving de geluiden die hij waarneemt, en zal er bepaalde patronen in kunnen herkennen.

## Toonsysteem
Het gebruikte toonsysteem is vaak tijdgebonden, zoals modaliteit in de Renaissance, of majeur- en mineurtoonstelsels in de barokmuziek. Het komt ook voor dat een componist bewust een bepaald door hemzelf ontwikkeld toonsysteem toepast, met name in de muziek van de 20e eeuw. Door invloed van de tijdgeest en uitwisseling van ideeën kunnen toonsystemen in onbruik raken, zich vernieuwen of van karakter veranderen.

## Wat analyse beoogt
In de analyse van muziek wordt doorgaans gekeken en geluisterd naar hoe dit materiaal geordend is, en hoe de componist met dit materiaal zijn muzikale ideeën ordent. Deze ordening wordt vervolgens beschreven aan de hand van diverse methoden. Door deze studie kan men meer begrip krijgen van de concepten achter een muziekwerk of stijl, en beter begrip kan voeren tot een andere manier van beluisteren. Ook kan de kennis bijdragen aan het begrijpen van andere kunstwerken uit bijvoorbeeld dezelfde stijlperiode. In de muziekanalyse wordt doorgaans gewerkt met een (veelal beschrijvende) methode die aan bepaalde conventies en naamgevingen voldoet, zodat de opgedane analyse gedeeld kan worden met andere muziekanalisten.
Een muzikale analyse kan gezien worden als tekstverklaren: de componenten van een werk en hun onderlinge relaties worden beschreven, en er wordt gezocht naar een duiding van de betekenis. Een analyse is ook een vorm van vertaling van muzikale ideeën naar een beschrijvende of grafische voorstelling van die ideeën.

### Schematische indeling
- MATERIAAL ter analyse kan worden ingedeeld in:
  - Tijdselementen, zoals maat, metrum en ritme, maar ook tempo en duur
  - Ruimtelijke elementen, zoals tonaliteit (melisch of harmonisch) en zinsbouw (motief, klemtoon, versvoet, voorzin, nazin, functie van een frase, etc)
- VORM ter analyse kan worden ingedeeld in:
  - Vrije vorm
  - Stramienvolgende vorm(zoals sonatevorm, liedvorm, etc.)
- HARMONISCHE analyse:
  - Tonaliteit, en de functies van akkoorden en akkoordprogressies
  - Modaliteit
  - Atonaliteit
  - Polytonaliteit
- BESCHRIJVENDE analyse
  - Subjectiverende analyse (wat 'doet' een muziekwerk je?)
  - Objectiverende analyse (hoe zit het muziekwerk in elkaar?)
- VERGELIJKENDE analyse
  - Het werk wordt vergeleken met andere werken uit dezelfde stijlperiode
  - Het werk wordt vergeleken met andere werken van dezelfde componist
  - Het werk wordt vergeleken met soortgelijke werken (eventueel uit andere stijlperioden)

## Wat analyse niet is
Analyse gaat niet over wat een componist 'in zijn hoofd had' toen hij een werk schreef, en pretendeert bijna nooit een objectieve wetenschappelijke waarheid te postuleren. Elke analyse zal derhalve een subjectieve conclusie bevatten en voor discussie vatbaar blijven. Het komt dan ook regelmatig voor dat muziekanalisten elkaar tegenspreken of het niet geheel eens zijn over hun analyses of duidingen. Een analyse kan niet altijd volledig duidelijk maken hoe een werk gemaakt is, maar wel op een soms erg flexibele manier een inzicht geven in de vorm en relaties binnen een muziekwerk of stijl.

## Middelen
Muziekanalyse beschouwt tonen, intervallen, relaties, motieven, structuren, stijlen en 'inhoud' voor zover deze in noten zichtbaar is of in tonen hoorbaar. Ook beschouwt analyse de subjectieve beleving van een luisteraar, zoals de vraag hoe iets wordt waargenomen. Ook wordt vaak bij een analyse een parallel of contrast gezocht met vergelijkbare werken of historisch verwante zaken.

## Voor- en nadelen van analyse
Enerzijds kan door analyse (een intellectueel of inzichtelijk soort) kennis worden opgedaan, anderzijds kan soms deze kennis echter ook het 'onbevangen beluisteren' wellicht tegenwerken. Door analyse kan echter ook het gehoor getraind raken, dat daardoor zaken kan horen die aanvankelijk niet opvallend waren. Dit kan ertoe leiden dat juist een meer betrokken emotionele relatie met het gehoorde ontstaat.

## Grammatica
Muziek kent doorgaans ook een soort grammatica, net als taal. Waar taal uit letters, woorden en zinnen is opgebouwd bestaat muziek uit tonen, toongroepen (motieven) en zinnen of frases. Een groot verschil tussen muziek en taal is de factor tijd, die in muziek veel nauwkeuriger wordt gehanteerd en genoteerd. Derhalve kan een enkele losse toon alleen al vanwege zijn tijdsduur een zekere spanning oproepen, of een andere toon uitnodigen om te volgen in de tijd. Muziek is tijdskunst, welke het zinvol maakt om een onderscheid te maken tussen beleefde muzikale tijd en objectieve kloktijd.

## Componenten van de toon
Muziekanalyse bestudeert de volgende componenten in hun onderlinge samenhang en in relatie tot de tijdsfactor:
- Toonhoogte
  - Horizontaal/lineair vormt dit het melos
  - Verticaal: akkoorden en samenklanken, de opeenvolging hiervan is de harmonieleer
- Toonduur
  - Metrum en ritme
- Toonsterkte
  - Dynamiek
- Klankkleur
  - Toonvorming
  - Articulatie
  - Instrumentatie

## Elk niveau kan onderwerp van analyse zijn
Een muzikale analyse kan op verschillende niveaus worden toegepast. Men kan oppervlakkig een stuk analyseren, maar ook zeer gedetailleerd te werk gaan. Er kan gekeken worden naar macro-schaal: stijl van compositie, maar ook op micro-schaal: motivisch onderzoek, intervallen, toonrelaties, etc.